# Dima pelionensis
Dima pelionensis (лат.) — вид жуков-щелкунов (Elateridae) из подсемейства Dendrometrinae.

## Распространение
Встречается в Южной Европе: Греция (Thesally: Mt. Pelion).

## Описание
Взрослый жук имеет длину от 10,5 до 14 мм и ширину около 5 мм. Основная окраска тела коричневая, ноги красновато-коричневые, опушение желтоватое.
Видовое название (pelionensis) происходит от места обнаружения типовой серии (Mt. Pelion).